# Ischyja anna
Ischyja anna là một loài bướm đêm trong họ Noctuidae.